# Cylisticus vandeli
Cylisticus vandeli är en kräftdjursart som beskrevs av Stefano Taiti och Franco Ferrara 1980. Cylisticus vandeli ingår i släktet Cylisticus och familjen Cylisticidae. Inga underarter finns listade i Catalogue of Life.